# Хасанские бои (1938)
Хасанские бои — серия столкновений в 1938 году между частями японской армии и советскими пограничниками и войсками РККА из-за оспариваемой Японией территории у озера Хасан и реки Туманная.
В Японии эти события называют «инцидент у высоты Чжангуфэн» (яп. 張鼓峰事件 Тё:кохо: дзикэн).

## Предыстория
В 1932 году японские войска завершили оккупацию Маньчжурии, на территории которой было создано марионеточное государство Маньчжоу-го.
Вскоре после этого обстановка на линии границы осложнилась. Не стал исключением участок, который занимал Посьетский пограничный отряд.
В феврале 1934 линию границы перешли пять японских солдат, в столкновении с пограничниками один из нарушителей был убит, а четверо — ранены и задержаны.
22 марта при попытке провести рекогносцировку на участке заставы Емельянцева были застрелены офицер и солдат японской армии.
В апреле 1934 года японские солдаты предприняли попытку захватить высоту «Лысая» на участке Гродековского погранотряда, одновременно была атакована застава «Полтавка», но пограничники при поддержке артиллерийской роты отразили нападение и выбили противника за линию границы. В июле 1934 года на линии границы японцы совершили шесть провокаций, в августе 1934 года — 20 провокаций, в сентябре 1934 года — 47 провокаций.
В течение первых семи месяцев 1935 года на линии границы произошло 24 случая вторжения японских самолётов в воздушное пространство СССР, 33 случая обстрела территории СССР с сопредельной территории и 44 случая нарушения речной границы на реке Амур маньчжурскими судами. Осенью 1935 года в 15 км от заставы «Петровка» пограничный наряд заметил двух японцев, которые пытались подключиться к линии связи, солдат был убит, а унтер-офицер — задержан, у нарушителей были захвачены винтовка и ручной пулемёт. 12 октября отряд японцев атаковал заставу «Волынка», погиб пограничник В. Котельников. В ноябре 1935 года полномочный представитель СССР в Токио К. К. Юренев вручил японскому министру иностранных дел Хироте ноту протеста в связи с нарушениями японскими силами советской границы, произошедшими 6 октября, 8 октября и 12 октября 1935 года.
30 января 1936 года две японско-маньчжурские роты пересекли границу в Мещеряковой пади и на 1,5 км углубились на территорию СССР, прежде чем были оттеснены пограничниками. Потери составили 31 человек маньчжурских солдат и японских офицеров убитыми и 23 человека ранеными, а также четыре убитых и несколько раненых советских пограничников. 24 ноября конно-пеший отряд из 60 японцев пересёк границу в районе Гродеково, но попал под пулемётный огонь и отступил, потеряв 18 солдат убитыми и 7 — ранеными, 8 трупов остались на советской территории. 26 ноября трое японцев пересекли границу и начали топографическую съёмку местности с вершины Павловой сопки, при попытке их задержания с сопредельной территории был открыт пулемётный и артиллерийский огонь, погибли три советских пограничника. В 1936 году на участке заставы «Ханси» японские солдаты захватили высоту Малая Чертова и возвели на ней доты.
В мае 1937 года в 2 км от границы пограничный наряд вновь заметил японцев, пытавшихся подключиться к линии связи — был застрелен японский солдат, захвачены шесть мотков полевого телефонного кабеля, кусачки, шесть киркомотыг.
5 июня  1937 годана участке ответственности 21-й стрелковой дивизии РККА японские военнослужащие совершили вторжение на советскую территорию и заняли сопку у озера Ханка, однако при приближении к границе 63-го стрелкового полка отступили на сопредельную территорию. Командир полка И. Р. Добыш, опоздавший с выдвижением сил к линии границы, был привлечён к дисциплинарной ответственности, арестован 6 июля 1937 года, 9 апреля 1938 расстрелян в Хабаровске.
30 июня на реке Амур японские войска атаковали и потопили советский пограничный бронекатер (погибли семь членов экипажа), а у деревни Ганьчаза обстреляли бронекатер № 74 и канонерскую лодку № 308 Амурской военной флотилии. Командующий ОКДВА В. К. Блюхер поднял по тревоге и придвинул к линии границы один разведывательный батальон, шесть стрелковых батальонов, один сапёрный батальон, три артиллерийских дивизиона и авиаотряд из 12 самолётов, однако дальнейшего развития инцидент не получил — пока происходило выдвижение войск, японцы подняли затопленный пограничный катер и увели на свою базу, после чего отступили от линии границы.
28 октября 1937 года на высоте 460,1 пограничный наряд заставы «Пакшехори» обнаружил два отрытых окопа, обнесённых проволочным заграждением. Из окопов открыли огонь, в перестрелке был ранен старший наряда лейтенант А. Махалин и убиты два японских солдата.
В марте 1938 года штаб Квантунской армии разработал план войны против СССР («Политика обороны государства»), который предусматривал использовать для нападения на СССР 18 дивизий.
15 июля 1938 года пограничный наряд заметил на вершине сопки Заозёрная группу из пяти японцев, проводивших рекогносцировку и фотосъёмку местности, при попытке задержания был застрелен японский разведчик Мацусима (при нём обнаружили оружие, бинокль, фотоаппарат и карты советской территории), остальные скрылись.
Всего с 1936 года до начала боевых действий у озера Хасан в июле 1938 года японские и маньчжурские силы совершили 231 нарушение границы СССР, в 35 случаях они вылились в крупные боевые столкновения. Из этого количества в период с начала 1938 года до начала боёв у озера Хасан было совершено 124 случая нарушения границы по суше и 40 случаев вторжения самолётов в воздушное пространство СССР.
По мнению члена Российской академии естественных наук А. Кошкина, в этот же период западные державы (в том числе Великобритания и США) были заинтересованы в эскалации вооружённого конфликта между СССР и Японией на Дальнем Востоке и перерастании напряжённости в советско-японскую войну. Одной из форм поощрения Японии к войне против СССР было снабжение военной промышленности Японии стратегическим сырьём, поставки товаров и горючего для Японии (примером являются поставки горючего из США), которые не прекратились ни после начала японского наступления в Китае летом 1937 года, ни после начала боёв у озера Хасан.

## Побег Люшкова
После начала в 1937 году японской агрессии в Китае перед советскими органами госбезопасности на Дальнем Востоке была поставлена задача активизации разведывательной и контрразведывательной деятельности. Однако осенью 1937 года начальник Управления НКВД по Дальневосточному краю комиссар государственной безопасности 3-го ранга Г. С. Люшков приказал ликвидировать шесть оперативных пунктов на границе, а работу с агентами передать в погранотряды.
14 июня 1938 года в Маньчжоу-го у города Хуньчунь Г. С. Люшков перешёл границу и сдался японским пограничникам. Он попросил политического убежища и в дальнейшем активно сотрудничал с японской разведкой.

## Начало конфликта

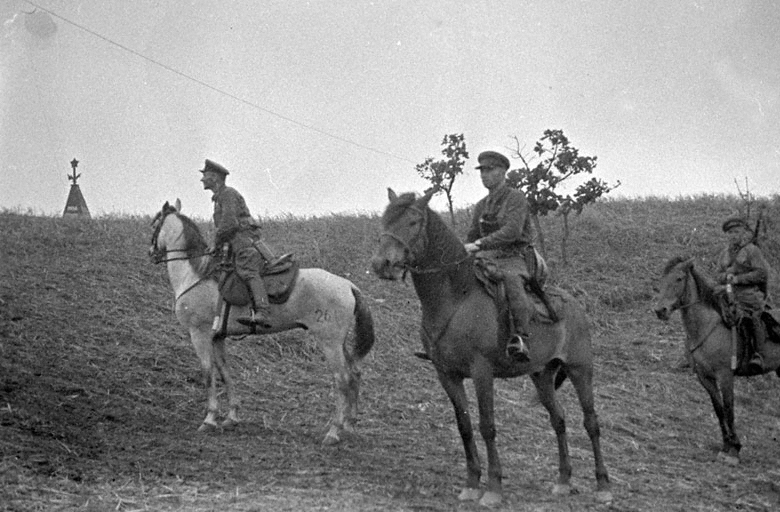
Наряд советских пограничников в районе озера Хасан. 1938 год

Предлогом для применения военной силы со стороны Японии стала территориальная претензия к СССР, однако настоящей причиной была активная помощь СССР Китаю в период после подписания 21 августа 1937 года советско-китайского договора о ненападении (которое вызвало обострение советско-японских противоречий и ухудшение советско-японских отношений). Стремясь не допустить капитуляции Китая, СССР оказывал ему дипломатическую и политическую поддержку, материально-техническую и военную помощь.
1 июля 1938 года, в связи с возрастанием военной опасности, Особая Краснознамённая Дальневосточная армия РККА была преобразована в Дальневосточный фронт РККА.
В связи с осложнением обстановки на участке государственной границы у озера Хасан, а также важным положением сопок Заозёрной (42°26,79′ с. ш. 130°35,67′ в. д.) и Безымянной (42°27,77′ с. ш. 130°35,42′ в. д.), со склонов и вершин которых можно было просматривать и при необходимости — простреливать значительное пространство в глубину территории СССР, а также полностью перекрыть приозёрное дефиле для доступа советских пограничных нарядов, 8 июля 1938 года было принято решение установить на сопке Заозёрной постоянный пост пограничной охраны.
Прибывшие на сопку советские пограничники отрыли окопы, откуда можно было просматривать и при необходимости простреливать значительное пространство в глубину территории Кореи и поселка Туманган, установили перед ними малозаметное проволочное заграждение. Это привело японцев в ярость — подразделение пехотинцев японской армии во главе с офицером имитировало атаку на сопку, развернувшись в боевой порядок, однако остановилось у линии границы.
9 июля 1938 года советские войска стали стягиваться к границе.
12 июля 1938 года советские пограничники снова заняли сопку Заозёрная, на которую заявило претензии марионеточное правительство Маньчжоу-го, составившее 14 июля 1938 года протест о нарушении своей границы.
15 июля 1938 года в Москве японский посол в СССР Мамору Сигэмицу потребовал в ноте протеста советскому правительству вывода всех войск СССР со спорной территории. Послу были предъявлены документы Хуньчуньского соглашения 1886 года и приложенная к ним карта, свидетельствующая о том, что высоты Заозёрная и Безымянная находятся на советской территории. Однако 20 июля японский посол вручил очередную ноту правительства Японии. Нота содержала ультимативное требование об эвакуации советских войск «с незаконно занятой территории».
21 июля 1938 года японский военный министр Итагаки и начальник японского генерального штаба запросили у японского императора разрешения на использование японских войск в боевых действиях против советских войск у озера Хасан.
22 июля 1938 года правительство СССР в ноте правительству Японии прямо и решительно отклонило ничем не обоснованные требования Японии, в том числе требования об отводе войск с высоты Заозёрная.
В этот же день, 22 июля 1938 года, японский император Хирохито одобрил план атаки на участке границы у озера Хасан.
23 июля 1938 года японские части начали выгонять из приграничных деревень местных жителей. На следующий день на песчаных островах на реке Туманная было отмечено появление огневых позиций для артиллерии, а на высоте Богомольной (находившейся на расстоянии 1 км от сопки Заозёрной) — огневых позиций для артиллерии и пулемётов.
24 июля 1938 года маршал В. К. Блюхер, не поставив в известность о своих действиях правительство и вышестоящее командование в лице наркомата обороны, выехал на сопку Заозёрная с комиссией для проверки сообщений о ситуации на границе. Он приказал засыпать один из отрытых пограничниками окопов и переместить проволочное заграждение от нейтральной полосы на четыре метра к окопам пограничников. Действия Блюхера представляли собой превышение должностных полномочий (пограничная охрана не находилась в подчинении армейского командования) и прямое вмешательство в работу штаба пограничного округа (распоряжение которого выполнял пограничный наряд). Кроме того, как показало дальнейшее развитие событий, действия Блюхера были ошибочными.
Действия Блюхера были направлены на предотвращение развития конфликта в большую войну. Маршал не понял того, что от него требовало высшее командование, поскольку требования эти доносились в форме намёков, но не прямых инструкций и приказов.

## Соотношение сил сторон

### СССР

Карта боевых действий с 29 июля по 11 августа

В боевых действиях у озера Хасан участвовали 15 тыс. советских военнослужащих и пограничников, на вооружении которых имелось 237 артиллерийских орудий (179 орудий полевой артиллерии и 58 противотанковых 45-мм орудий), 285 танков и 1014 пулемётов (341 станковый пулемёт и 673 ручных пулемёта). В обеспечении действий войск участвовали 200 грузовых автомобилей ГАЗ-АА, ГАЗ-ААА и ЗИС-5, 39 бензовозов и 60 тракторов, а также гужевой транспорт.
Из имеющейся на Дальнем Востоке многочисленной группировки советских ВВС (1300 самолётов ВВС ОКДВА и 500 самолётов ВВС ТОФ) в боевых действиях по официальным данным, участвовали 250 самолётов; фактически же  — 356 самолётов.
По уточнённым данным, в боевых действиях в районе озера Хасан также принимали участие два пограничных катера (ПК-7 и ПК-8) пограничных войск СССР.
Опосредованное участие в операции принимали специалисты радиоразведки Тихоокеанского флота — они не участвовали в боевых действиях, но занимались радиоперехватом и дешифровкой японских радиопередач.

### Япония
К началу боевых действий приграничная группировка японских войск насчитывала: три пехотные дивизии (15-я, 19-я, 20-я), один кавалерийский полк, три пулемётных батальона, отдельные бронетанковые части (численностью до батальона), подразделения зенитной артиллерии, три бронепоезда и 70 самолётов, в устье реки Туманная было сосредоточено 15 боевых кораблей (один крейсер и 14 миноносцев) и 15 катеров. Непосредственное участие в боевых действиях принимала 19-я пехотная дивизия, усиленная пулемётами и артиллерией. Также, японское военное командование рассматривало возможность использования в боевых действиях белоэмигрантов — для координации совместных действий белоэмигрантов и японских войск во время подготовки к боевым действиям у озера Хасан к атаману Г. М. Семёнову был направлен майор японского генерального штаба Ямооко.
В боевых действиях у озера Хасан участвовали (по советской оценке) более 20 тыс. военнослужащих японской армии, на вооружении которых находились 200 орудий и три бронепоезда.
По мнению американского исследователя Элвина Д. Кукса, в боевых действиях у озера Хасан участвовали не менее 10 тыс. японских военнослужащих, из которых в боевых подразделениях 19-й дивизии насчитывалось 7000—7300 человек. Эта цифра, однако, не включает личный состав артиллерийских подразделений, приданных дивизии в последние дни конфликта.
В ходе боевых действий у озера Хасан была отмечена деятельность японских снайперов.
Кроме того, в ходе боевых действий у озера Хасан зафиксировано применение японскими войсками 20-мм противотанковых ружей «тип 97».

## Боевые действия

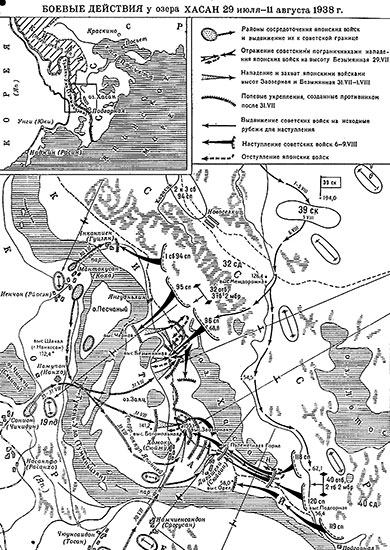
Карта-схема. Разгром японских войск у озера Хасан. 29 июля — 11 августа 1938 года

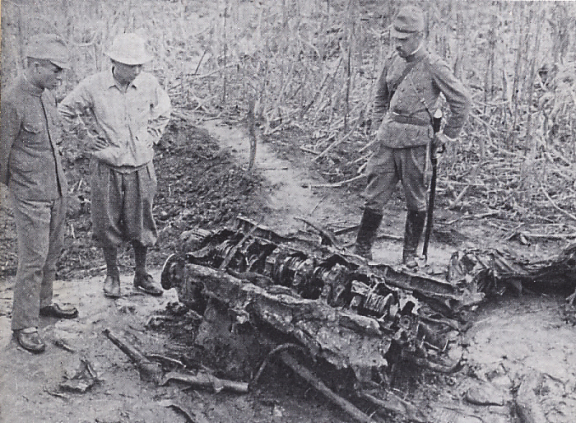
Сато (справа) осматривает сбитый во время боёв у озера Хасан советский самолёт

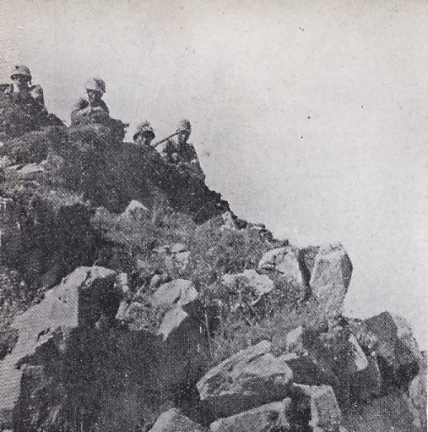
Японские солдаты, окопавшиеся на высоте Заозёрная

24 июля 1938 года Военный совет ДВФ отдал приказ привести в боевую готовность 118-й, 119-й стрелковые полки (сп) и 121-й кавалерийский полк (кп) 40-й стрелковой дивизии (40-й сд). Считалось, что оборона на пересечённой болотистой местности невозможна, так как это мешает стягиванию советских частей к месту конфликта.
24 июля к озеру Хасан были переброшены 3-й батальон 118-го полка 40-й сд и резервная погранзастава лейтенанта С. Я. Христолюбова. Таким образом, к началу наступления японцев на боевом участке имелись следующие силы:
- на сопке Заозёрной — группа ст. лейтенанта Е. Сидоренко (92 человека со станковым пулемётом);
- на высоте 62,1 (впоследствии — «Пулемётная») — группа лейтенанта Курдюкова (12 снайперов);
- на высоте 68,8 — штаб (командование, телефонист и 15 бойцов со станковым пулемётом «Максим»);
- на сопке Безымянной — наряд А. Е. Махалина (11 пограничников: снайпер С. А. Бигус, пулемётчик Д. Емцов с ручным пулемётом ДП-27, остальные были вооружены винтовками и ручными гранатами)[32].

Перед рассветом 29 июля японские войска численностью до 150 солдат (усиленная рота пограничной жандармерии с четырьмя пулемётами «гочкис»), пользуясь туманной погодой, скрытно сосредоточились у склонов сопки Безымянная и утром атаковали сопку, на которой находилось 11 советских пограничников. Потеряв до 40 солдат, они заняли высоту, но после того, как к пограничникам прибыло подкрепление, уже к вечеру были выбиты обратно.

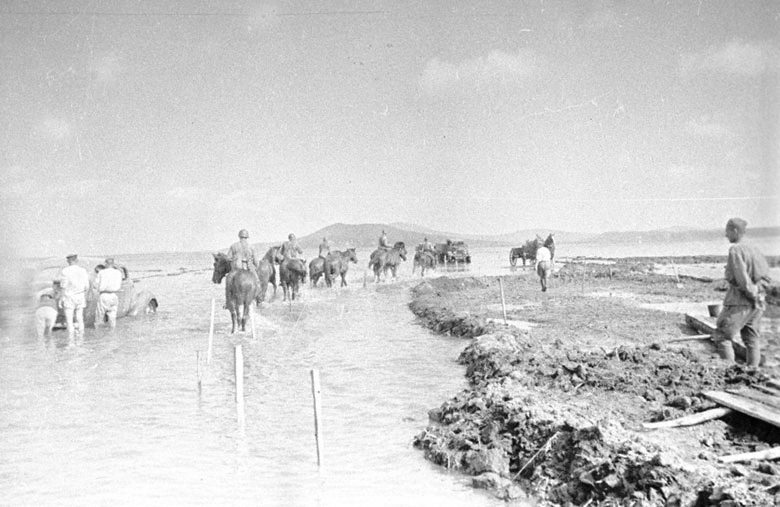
Перегруппировка советских войск перед контрударом

Вечером 30 июля 1938 года японская артиллерия обстреляла сопки, после чего японская пехота вновь предприняла попытку захвата Безымянной и Заозёрной, но пограничники с помощью прибывшего 3-го батальона 118-го сп 40-й сд отбили атаку.
31 июля 1938 года К. Е. Ворошилов приказал привести в боевую готовность Приморскую армию и Тихоокеанский флот.
В этот же день, после короткой артиллерийской подготовки, японские войска предприняли новую атаку силами до двух полков 19-й пехотной дивизии и заняли сопки. Сразу же после захвата японцы начали укреплять высоты — отрыли окопы полного профиля, установили проволочные заграждения в 3—4 кола. На высоте 62.1 («Пулемётная») японцы установили до 40 пулемётов.
Попытка советской контратаки двумя батальонами успеха не имела, хотя огнём взвода 45-мм противотанковых орудий под командованием лейтенанта И. Р. Лазарева были уничтожены два японских противотанковых орудия и три японских пулемёта.
Батальон 119-го сп отступил на высоту 194.0, а батальон 118-го сп был вынужден отступить в Заречье. В этот же день в штаб прибыли начальник штаба фронта Г. М. Штерн и заместитель наркома обороны, армейский комиссар Л. З. Мехлис; общее командование советскими войсками принял на себя Г. М. Штерн.
Утром 1 августа в район озера Хасан прибыл весь 118-й сп, а до полудня — 119-й сп и 120-й кп 40-й сд. Общая атака задерживалась, поскольку части выдвигались в район боёв по единственной труднопроходимой дороге. 1 августа между В. К. Блюхером и Главным военным советом состоялся разговор по прямой линии, где И. В. Сталин резко раскритиковал Блюхера за командование операцией.
2 августа в Посьет прибыли В. К. Блюхер и член Военного совета фронта комиссар П. И. Мазепов, общее командование советскими войсками принял на себя В. К. Блюхер, который отдал 40-й стрелковой дивизии приказ атаковать, не переходя на вражескую территорию. В атаке были достигнуты некоторые успехи (солдаты преодолели полосу заграждений и начали окапываться у подножия высот), захвачено трофейное оружие, но сопки остались в руках японцев. Вечером прошёл приказ: отойти с вершины Пулемётной на склон и новых атак не предпринимать.

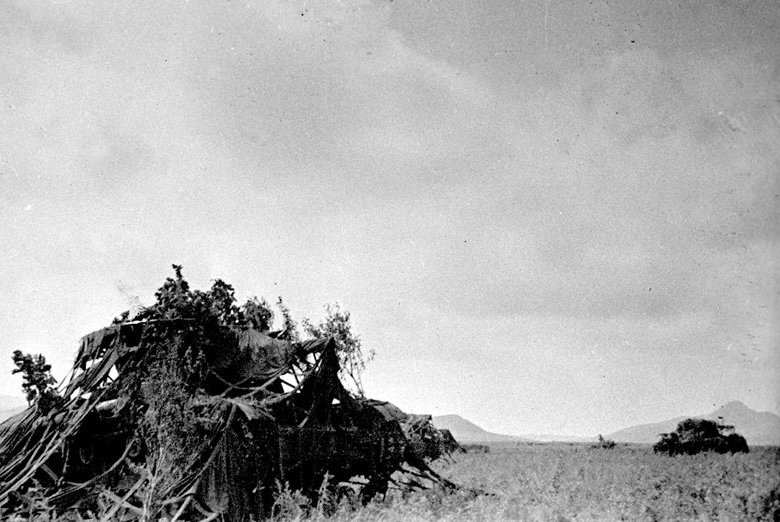
Замаскированные советские танки Т-26

3 августа в районе боевых действий сосредотачивалась 32-я стрелковая дивизия, 2-я отдельная механизированная бригада и корпусная артиллерия.
В этот же день Л. З. Мехлис сообщил в Москву, что В. К. Блюхер не способен выполнять обязанности командующего, после чего тот был отстранён от командования войсками, а командующим всеми войсками был назначен Г. М. Штерн.
В приграничных боях с японцами 29 июля — 5 августа 1938 года советские войска захватили пять артиллерийских орудий, 14 пулемётов и 157 винтовок.
4 августа сосредоточение войск было завершено, командующий Дальневосточным фронтом Г. М. Штерн отдал приказ о наступлении для уничтожения противника между сопкой Заозёрная и озером Хасан и восстановления государственной границы.

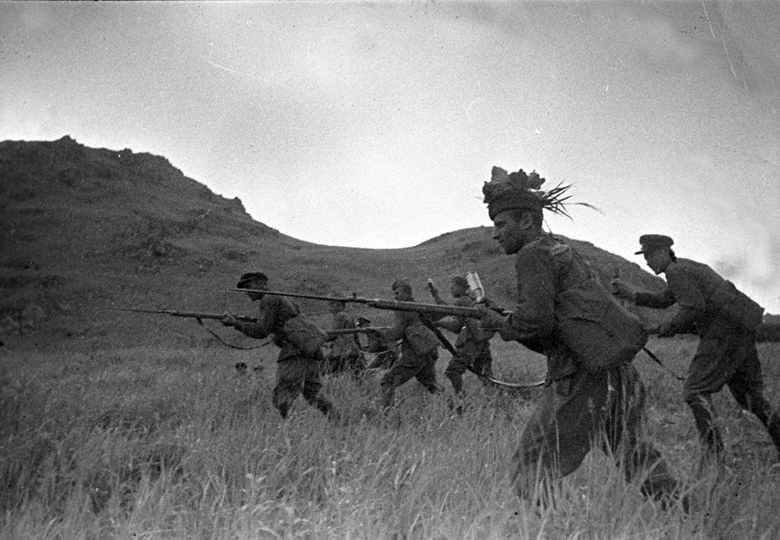
Красноармейцы идут в атаку. Окрестности озера Хасан

6 августа 1938 года, в 16:00, после того, как над озёрами рассеялся туман, бомбардировку японских позиций начали 216 советских самолётов; в 17:00, после 45-минутной артподготовки и двух массированных бомбардировок расположения японских войск, началось наступление советских войск:
- 32-я стрелковая дивизия и танковый батальон 2-й механизированной бригады наступали с севера на сопку Безымянную;
- 40-я стрелковая дивизия, усиленная разведывательным батальоном и танками, наступала с юго-востока на сопку Заозёрную.

7 августа бои за высоты продолжались, в течение дня японская пехота предприняла 12 контратак.
8 августа части 39-го корпуса и 118-й стрелковый полк 40-й дивизии захватили сопку Заозёрная и развернули также бои за овладение высотой Богомольная. Стремясь ослабить натиск на свои войска в районе Хасана, японское командование предприняло контратаки на других участках границы: 9 августа 1938 года на участке 59-го погранотряда японские войска заняли гору Малая Тигровая для ведения наблюдения за движением советских войск. В этот же день на участке 69-го Ханкайского пограничного отряда японские кавалеристы нарушили линию границы, а на участке 58-го Гродековского погранотряда японская пехота три раза атаковала высоту 588.3.
Тем не менее, 9 августа 32-я стрелковая дивизия при поддержке артиллерийского огня заняла высоту Безымянная (по другим данным, высота была занята только 11—12 августа, уже после прекращения огня), а противник был отброшен за границу. Для остановки наступления советской пехоты японцы развернули на острове посреди реки Туманная несколько артиллерийских батарей, которые открыли огонь, но были подавлены ответным огнём артиллерийской группы дальнего действия.
10 августа 1938 года японский посол в СССР М. Сигэмицу посетил в Москве наркома иностранных дел СССР М. М. Литвинова и предложил начать мирные переговоры. Советская сторона согласилась на прекращение боевых действий с 12 часов 11 августа 1938 года при сохранении войск на тех позициях, которые войска занимали по состоянию на 24 часа 00 минут 10 августа 1938 года.
В течение 10 августа японские войска предприняли несколько контратак и вели артиллерийский обстрел высот с сопредельной территории.
11 августа 1938 года в 13 часов 30 минут по местному времени боевые действия были прекращены. Вечером этого же дня к югу от высоты Заозёрная состоялась первая встреча представителей сторон для фиксации положения войск. В этот же день, 11 августа 1938 года, между Японией и СССР было заключено перемирие.
12—13 августа 1938 года состоялись новые встречи советских и японских представителей, на которых стороны уточнили расположение войск и произвели обмен тел погибших. Было решено, что граница устанавливается на основании соглашения 1860 года, так как более позднего соглашения о границе не существовало.

### Применение авиации

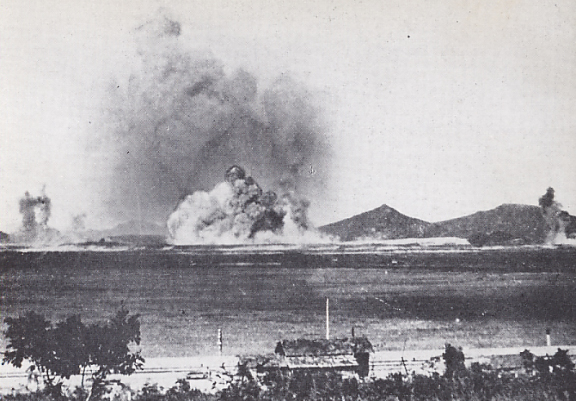
Бомбардировка сопки Заозёрная

В преддверии конфликта на Дальнем Востоке командование ВВС РККА сосредоточило значительное количество авиации. Без учёта авиации Тихоокеанского флота (около 500 самолётов) к августу 1938 года советская авиагруппировка насчитывала 1298 самолётов, в том числе 256 бомбардировщиков СБ (17 неисправных). Непосредственное командование авиацией в зоне конфликта осуществлял П. В. Рычагов.
В период с 1 по 8 августа против японских укреплений советская авиация Дальневосточного фронта выполнила 1028 самолёто-вылетов: СБ — 346, И-15 — 534, ССС — 53 (с аэродрома в Вознесенское), ТБ-3 — 41, Р-зет — 29, И-16 — 25 Кроме того, ВВС ТОФ выполнили около 350 боевых вылетов (прикрытие бомбардировщиков, прикрытие морских перевозок в заливе Посьета, разведка моря), а ВВС пограничных войск — 29 боевых вылетов (на разведку местности и для выполнения задач связи).. В операции были задействованы:
- 2-й штурмовой авиаполк
- 36-й смешанный бомбардировочный авиаполк
- 55-й смешанный бомбардировочный авиаполк
- 10-й смешанный авиаполк ВВС ТОФ
- 48-й истребительный авиаполк
- две эскадрильи истребителей И-16 из 40-го истребительного авиаполка[51]
- отдельная авиаэскадрилья им. В. И. Ленина
- 21-я отдельная разведывательная эскадрилья
- 59-я отдельная разведывательная эскадрилья

В ряде случаев советская авиация по ошибке применяла химические бомбы. Тем не менее, свидетельства очевидцев и участников утверждают обратное. В частности, говорится о том, что доставленные химические авиабомбы были загружены в бомбардировщик всего один раз, и при вылете это было обнаружено уже в воздухе. Летчики не стали садиться, а сбросили бомбы в заиленное озеро, чтобы избежать подрыва боеприпасов.
Японская авиация в конфликте не участвовала.

## Результаты

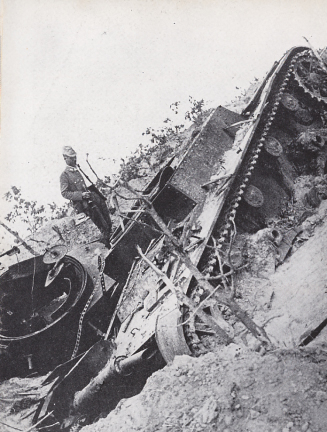
Подбитый советский танк Т-26 на склоне в районе боевых действий.

В результате боёв советские войска выполнили поставленную перед ними задачу по защите государственной границы СССР и разгрому частей противника. Японцы были вытеснены за линию, обозначенную на карте, приложенной к Хуньчуньскому протоколу.

### Потери сторон
Потери советских войск составили 960 человек погибшими и пропавшими без вести (из них: 759 человек погибло на поле боя или умерло от ран на этапах санитарной эвакуации; 100 — умерло в госпиталях от болезней и ран; шесть человек погибли вне боевых происшествиях и 95 пропали без вести), 2752 — ранеными и 527 — заболевшими. Основную часть заболевших составили военнослужащие с желудочно-кишечными заболеваниями из-за употребления плохой воды. Поскольку все военнослужащие РККА, принимавшие участие в боевых действиях, были привиты анатоксином, за весь период боевых действий не было ни одного случая заболевания столбняком. Вместе с тем, 31 августа 1938 г. под председательством Народного комиссара обороны К. Е. Ворошилова состоялось «заседание Главного военного совета РККА в составе членов военного совета: тт. Сталина, Щаденко, Буденного, Шапошникова, Кулика, Локтионова, Блюхера и Павлова, с участием Председателя СНК СССР тов. Молотова и зам. народного комиссара внутренних дел тов. Фриновского», на котором были озвучены другие данные о потерях: 408 человек убитыми и 2807 человек ранеными.
Велики оказались потери советских войск в боевой технике и в вооружении: подбито и сожжено 72 танка, 32 орудия, 9 самолётов (2 сбито японской зенитной артиллерией, 7 потеряно при авариях и катастрофах), 636 пулемётов, 1923 винтовки, много другого вооружения.
Японские потери составили, по советской оценке, около 650 убитых и 2500 раненых, или 526 убитых и 914 раненых — по японским данным. По словам синолога В. Усова (ИДВ РАН), помимо официальных японских коммюнике, существовал и секретный меморандум на имя императора Хирохито, в котором количество потерь японских войск существенно (не менее чем в полтора раза) превосходит официально опубликованные данные. Так, почти полностью был разгромлен 25-й манчжурский полк полевой артиллерии под командованием полковника Рюкити Танаки.
Кроме того, в ходе боевых действий у озера Хасан японские войска понесли потери в вооружении и военном имуществе.
Японцы существенно завысили потери советской стороны: по заявлению Министерства иностранных дел Японии, Советский Союз в этом конфликте потерял 1200 человек убитыми и 5500 человек ранеными.

## Последующие события
16 ноября 1938 года в городском музее Владивостока открылась выставка трофейного оружия, захваченного у японских войск в ходе боевых действий у озера Хасан.
2 декабря 1938 года в доме Красной армии 1-й отдельной Краснознамённой армии была открыта ещё одна выставка трофеев, захваченных у японских войск в ходе боевых действий у озера Хасан (для ознакомления военнослужащих РККА с оружием, боеприпасами и снаряжением японской армии).

### Награждение участников боевых действий
40-я стрелковая дивизия была награждена орденом Ленина, 32-я стрелковая дивизия и Посьетский пограничный отряд — орденами Красного Знамени, Указом Президиума Верховного Совета СССР от 25 октября 1938 года 6532 участника сражения были отмечены правительственными наградами: 26 бойцам было присвоено звание Героя Советского Союза (в том числе девяти посмертно), 95 были награждены орденом Ленина, 1985 — орденом Красного Знамени, орденом Красной Звезды — 1935 человек, медалью «За отвагу» — 1336 человек, медалью «За боевые заслуги» — 1159 человек. Среди награждённых были также члены семей комначсостава (47 жён и сестёр пограничников), работники госпиталей и торгового флота.
Приказом наркома обороны СССР от 4 ноября 1938 года 646 наиболее отличившихся участников боёв у озера Хасан были повышены в звании.
7 ноября 1938 года, в приказе наркомата обороны СССР № 236 от 7 ноября 1938 года всем участникам боев у озера Хасан была объявлена благодарность.
Указом Президиума Верховного Совета СССР «Об увековечении памяти героев Хасана» от 5 июня 1939 года был учреждён знак «Участнику Хасанских боёв», которым были награждены 3481 человек.
Существовало ещё два вида поощрения участников боёв в районе озера Хасан: ценные подарки (награждено около 3,5 тысяч человек) и отправка в долгосрочный отпуск военнослужащих уже после боевых действий. Только в частях 32-й и 40-й дивизий в такой отпуск было отправлено более 3000 человек.

### Отстранение от командования и арест В. К. Блюхера
31 августа 1938 года в Москве прошло заседание Главного Военного совета РККА, на котором были подведены итоги боевых действий у озера Хасан. Совет пришёл к выводу, что «События этих немногих дней обнаружили огромные недочёты в состоянии ДКФронта… Обнаружено, что Дальневосточный к войне плохо подготовлен». По итогам заседания Управление Дальневосточного фронта было расформировано, а командующий фронтом В. К. Блюхер отстранён от должности.
Одним из пунктов обвинения в адрес Блюхера являлось создание комиссии, которая провела расследование на высоте Заозёрная 24 июля и пришла к выводу о нарушении линии границы советскими пограничниками, после чего Блюхер потребовал частично ликвидировать оборонительные позиции на высоте.

### Обобщение боевого опыта и организационное совершенствование РККА
Красная армия получила опыт ведения боевых действий с японскими войсками, который стал предметом изучения в специальных комиссиях, управлениях наркомата обороны СССР, Генерального штаба СССР и военно-учебных заведениях и отрабатывался в ходе учений и манёвров. Результатом стало улучшение подготовки подразделений и частей РККА к боевым действиям в сложных условиях, улучшение взаимодействия подразделений в бою, совершенствование оперативно-тактической подготовки командиров и штабов. Полученный опыт был успешно применён на реке Халхин-Гол в 1939 году и в Маньчжурии в 1945 году.
Боевые действия у озера Хасан подтвердили возросшее значение артиллерии и способствовали её дальнейшему развитию в советской военной машине: если в ходе русско-японской войны потери японских войск от огня русской артиллерии составили 23 % от общих, то в ходе конфликта у озера Хасан в 1938 уже 37 %, а в ходе боевых действий у реки Халхин-Гол в 1939 году — 53 % от общих потерь. В свою очередь потери Советских войск у озера Хасан от японского артиллерийско-миномётного огня составили 54,4 % от общего числа ранений.
При одинаковом уровне развитии артиллерии у японцев на месте конфликта была модернизированная и новейшая артиллерия. Слабая работа советской артиллерии привела к бо́льшим потерям среди личного состава РККА.
Для ликвидации некомплекта командных кадров взводного звена уже в 1938 году в войсках были сформированы курсы младших лейтенантов и младших воентехников.
Как отмечал А. М. Василевский, возглавлявший в 1938—1939 гг. отделение оперативной подготовки Генерального штаба, в ходе боёв у озера Хасан были выявлены некоторые недостатки в боевой подготовке войск Дальневосточной армии, в частности — во взаимодействии родов войск в бою, в управлении войсками и в мобилизационной готовности войск. Секретный приказ наркома обороны № 0040 от 4 сентября 1938 года констатировал: «События <…> обнаружили огромные недочёты в состоянии Дальневосточного фронта. Боевая подготовка войск, штабов и командно-начальствующего состава фронта оказалась на недопустимо низком уровне. Войсковые части были раздёрганы и небоеспособны; снабжение войсковых частей не организовано. Обнаружено, что Дальневосточный к войне плохо подготовлен (дороги, мосты, связь) …» В результате анализа Генеральным штабом опыта боёв у озера Хасан в боевую и оперативную подготовку войск и штабов были внесены коррективы. Кроме того, были установлены недостатки в тактической подготовке личного состава — слабое умение бойцов пользоваться малой шанцевой лопаткой, неумение окапываться при перебежках привело к излишним потерям при наступлении. По инициативе К. Е. Ворошилова в приказ наркомата обороны была внесена поправка, предусматривавшая усиление обучения бойцов приемам самоокапывания.
Организация эвакуации раненых и оказания медицинской помощи в ходе боевых действий у озера Хасан проходила на основе положений «Устава военно-санитарной службы РККА» 1933 года (УВСС-33), однако при этом, были нарушены некоторые требования санитарной тактики: недостаточно учитывались условия, в которых проходили боевые действия (приморские болота); раненых выносили во время боя, не дожидаясь промежутков затишья в боевых действиях (что привело к увеличению количества потерь); батальонные врачи находились слишком близко к боевым порядкам войск и к тому же, были вовлечены в организацию работы ротных участков по сбору и эвакуации раненых (что стало причиной больших потерь среди врачей). На основании полученного опыта, после окончания боевых действий в работу военно-медицинской службы были внесены изменения:
- уже к началу боевых действий на Халхин-Голе батальонные врачи были переведены в полки, а в батальонах оставлены фельдшера (это решение привело к уменьшению потерь среди врачей в ходе боевых действий и повысило эффективность работы полковых медицинских пунктов);
- была улучшена подготовка гражданских хирургов к оказанию помощи раненым в полевых условиях.

Практический опыт эвакуации и лечения раненых, полученный в ходе боёв у озера Хасан, был обобщён специалистом в области военно-полевой хирургии, профессором М. Н. Ахутиным (участвовавшим в боях у озера Хасан в должности хирурга армии) и доктором медицинских наук, профессором А. М. Дыхно.
Кроме того, в ходе боевых действий была выявлена уязвимость лёгких танков Т-26 (имевших противопульное бронирование) в условиях применения противником крупнокалиберных противотанковых ружей и противотанковой артиллерии. В ходе боёв сосредоточенным огнём были выведены из строя командирские танки, оснащённые радиостанциями с поручневой антенной, поэтому было принято решение устанавливать поручневые антенны не только на командирские, но и на линейные танки.
В ходе боевых действий выявлены серьёзные нарушения дисциплины и недостатки в подготовке и ведения боевых действий, которые были отражены в приказе:
все рода войск, в особенности пехота, обнаружили неумение действовать на поле боя, маневрировать, сочетать движение и огонь, применяться к местности, что в данной обстановке, как и вообще в условиях Д[альнего] В[остока], изобилующего горами и сопками, является азбукой боевой и тактической выучки войск.
Приказ НКО СССР от 4.09.1938

### Развитие транспортной инфраструктуры и усиление охраны границы
Боевые действия у озера Хасан инициировали развитие транспортных коммуникаций на юге Дальнего Востока. После завершения боевых действий у озера Хасан наркомат обороны обратился в правительство с ходатайством о строительстве железнодорожной линии № 206 (разъезд Барановский — Посьет), возведение которой было включено в план строительства на 1939 год.
Для укрепления обороны этого участка границы в 1939 году началась установка танковых огневых точек (которые представляли собой врытые в землю танки Т-18, устанавливавшиеся на каменнобутовый фундамент) — всего до начала Великой Отечественной войны в приграничной полосе были установлены 46 танков (18 — в Посьетском укрепленном районе (УРе), 14 — в Гродековском УРе и 14 — Полтавском УРе).

### Прекращение массового переселения в Еврейскую автономную область
Конфликт у озера Хасан остановил биробиджанский проект: намеченная на 1939 год отправка в Еврейскую автономную область 250 еврейских семей не состоялась. В апреле 1940 года первый секретарь областного комитета ВКП(б) Гирш Сухарев безуспешно просил Георгия Маленкова возобновить еврейское переселение: направить в «ближайшие два—три года» в область 30—40 тысяч евреев с Западной Украины и Западной Белоруссии.

### Международный военный трибунал для Дальнего Востока
После окончания Второй мировой войны, в 1946 году решением Международного военного трибунала для Дальнего Востока 13 высокопоставленных лиц Японской империи были осуждены за развязывание конфликта у озера Хасан в 1938 году.

## Память

Памятник героям боёв у озера Хасан в 1938 году. Посёлок Краскино, Крестовая сопка

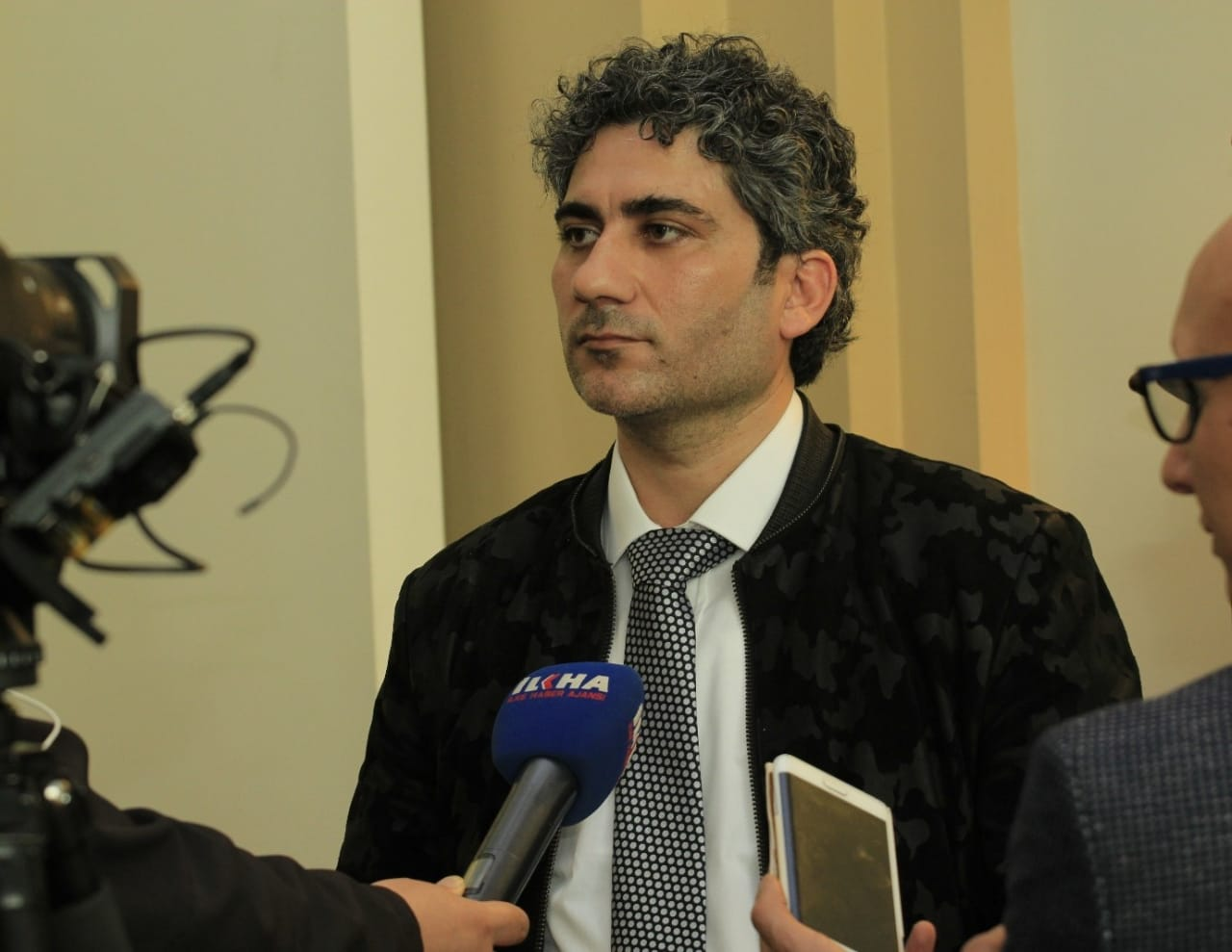
Знак «Участнику Хасанских боёв»

5 июня 1939 года Посьетский район Приморского края был переименован в Хасанский район.
В честь помощника начальника пограничной заставы Алексея Махалина было названо его родное село в Пензенской области.
В честь политрука Ивана Пожарского название получили один из районов Приморского края, село Тихоновка (Пожарское) и основанный в 1942 году железнодорожный разъезд Пожарский.
В честь героев Хасана в СССР были названы улицы и поставлены памятники.
- памятник в пгт. Посьет
- памятник в пгт. Славянка
- памятник в пгт. Раздольное
- памятник в пгт. Краскино
- памятник в селе Гвоздево в честь Героя Советского Союза Гвоздева Ивана Владимировича. Открыт 6 августа 1988 года. На открытие памятника приезжала дочь Майя.
- памятная плита на Хасанской трассе (установлена 6 августа 1988 года)[27]
- памятник Героям Хасана в г. Владивосток (открыт в 1988 году; братская могила командира Красной Армии Петра Матвеевича Миронова и красноармейцев погибших в боях с японскими милитаристами в 1938 году у озера Хасан)
- Улица Героев Хасана, пгт. Славянка
- Улица Героев Хасана, Владивосток
- Улица Героев Хасана, Воронеж
- Улица Героев Хасана, Пермь
- Улица Хасановских боёв, Свирск, Иркутская область
- Улица Хасанская в Санкт-Петербурге

## Отражение в культуре и искусстве
- «Трактористы» — фильм режиссёра Ивана Пырьева, снят в 1939 году. События в фильме происходят в 1938 году. В начале фильма красноармеец Клим Ярко (в исполнении Николая Крючкова) после демобилизации возвращается с Дальнего Востока. В другом фрагменте героиня Марины Ладыниной Марьяна Бажан читает книгу «Танкисты» о событиях у озера Хасан. Песни «Три танкиста» и «Марш советских танкистов» в сознании поколения 30-х прочно ассоциировалась с событиями на Дальнем Востоке.
- «Хасанский вальс» — фильм, снятый в 2008 году режиссёром Михаилом Готенко на студии «Восточное кино». Фильм посвящён Алексею Махалину.
- «В шесть тридцать по токийскому времени» — роман Эд. Арбенов, М.Писманик о борьбе советской контрразведки с японским шпионажем перед Второй мировой войной.
- «Маки-мираж» — Николаев С. Из истории отечественных спецслужб. Хабаровск: Кн. изд-во, 2000 240 с.
- Песня о героях Хасана. Исаак Дунаевский. Кинофильм «Фильм-концерт», снятый в 1940 год
- Кинофильм «Пятый океан» (1940)
- Повесть «Патриоты». Автор — Сергей Диковский. Судьбы японского рыбака Сато и советского маляра Андрея Коржа пресекаются на границе СССР и марионеточного государства Манчжоу-Го. Рядовой японской армии и советский пограничник приняли участие в пограничном конфликте ставшим одним из предвестников Хасанских боев.

## Приказы НКО СССР
- Приказ НКО СССР от 17.07.1938 № 0141
- Приказ НКО СССР от 04.08.1938 № 0071
- Приказ НКО СССР от 04.09.1938 № 0040
- Приказ НКО СССР от 08.09.1938 № 0169
- Приказ НКО СССР от 22.04.1939 № 049
- Приказ НКО СССР от 11.12.1938 № 113